# سینما سوره
سینما سوره یک سینما در شهر اصفهان، ایران است.
این سینما که در سال ۱۳۷۴ تأسیس شده هم‌اکنون متعلق به حوزه هنری می‌باشد و دارای ۲۵۰ نفر ظرفیت می‌باشد.